# جون مكدونالد (سياسي أمريكي، مواليد 1773)
جون مكدونالد (بالإنجليزية: John McDonald)‏ هو سياسي أمريكي، ولد في 6 أبريل 1773، وتوفي في 1826. انتخب عضو مجلس ولاية مين.